# Gideon Shaw
Pas d'image ? Cliquez ici
Gideon Ernest Shaw dit Gideon Shaw, né en 1886 à Pontefract (Angleterre) et mort en 1966, est un ancien président du club de Castleford de 1930 à 1957 avec une pause lors de la Seconde Guerre mondiale, et a été le président du comité de sélection de l'équipe de Grande-Bretagne qui s'impose lors de la première édition de la Coupe du monde en 1954. Il exerçait le métier d'imprimeur.
Sous sa présidence, le club de Castleford remporte le Championnat d'Angleterre en 1939 et la Challenge Cup en 1935

## Palmarès
- Collectif :
  - Vainqueur de la Coupe du monde : 1954 (Grande-Bretagne).